# 리사 델 조콘도

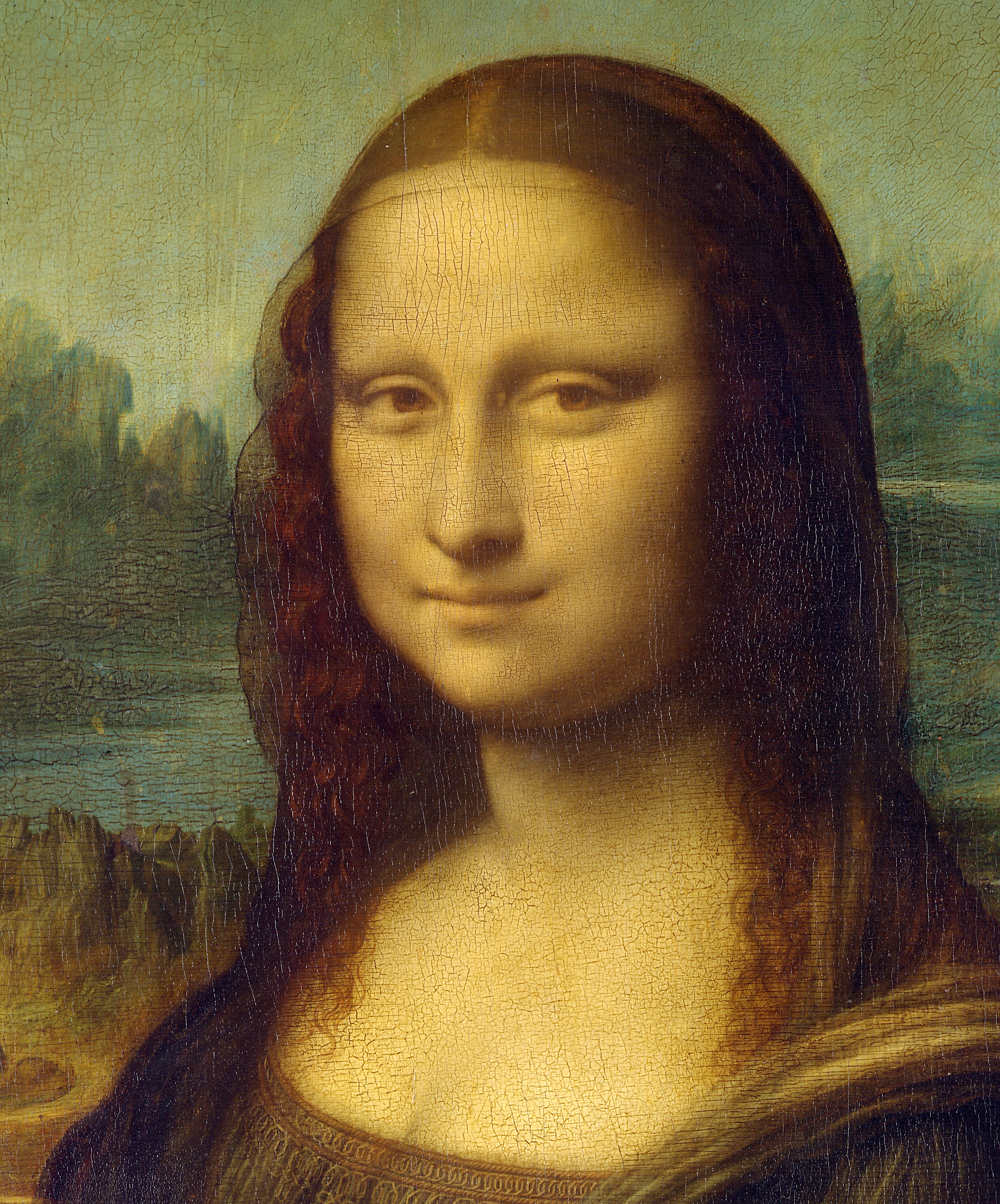
리사는 레오나르도 다 빈치에 의해 모나리자에 묘사되었다.

리사 델 조콘도(이탈리아어: Lisa del Giocondo, IPA: [ˈliːza del dʒoˈkondo]; 결혼 전 성 게라르디니(이탈리아어: Gherardini, IPA: [ɡerarˈdiːni]); 1479년 6월 15일 – 1542년 7월 14일)는 이탈리아의 귀족 여성이자 피렌체와 토스카나주의 게라르디니 가문의 일원이었다. 그녀의 이름은 남편의 의뢰로 이탈리아 르네상스 시대에 레오나르도 다빈치가 그린 그녀의 초상화인 《모나리자》의 제목이 되었다.
리자의 삶에 대해서는 알려진 바가 거의 없다. 리사는 피렌체에서 태어났다. 그녀는 10대에 천과 비단 상인과 결혼했고 나중에는 지역 관리가 되었다. 그녀는 여섯 자녀의 어머니였으며 편안하고 평범한 삶을 살았다고 생각된다. 리사는 상당히 연상이었던 남편보다 오래 살았다.
리사의 생애 이후 수세기 동안 모나리자는 세계에서 가장 유명한 그림이 되었다. 2005년에 리사는 1503년경 다빈치 초상화의 주제로 확인되었으며, 이는 그녀가 모나리자의 모델이라는 전통적인 견해를 강력하게 강화했다.

### 단행본
- Hales, Dianne (2014). 《Mona Lisa: A Life Discovered》. Simon and Schuster. ISBN 978-1-4516-5897-2.
- Kemp, Martin (2006). 《Leonardo Da Vinci: The Marvellous Works of Nature And Man》. Oxford University Press. ISBN 0-19-280725-0. 2007년 10월 5일에 확인함 – Google Books 경유.
- Kemp, Martin; Pallanti, Giuseppe (2017). 《Mona Lisa: The People and the Painting》. Oxford University Press. ISBN 978-0-19-106696-2.
- Masters, Roger D. (1998년 6월 15일). 《Fortune is a River: Leonardo da Vinci and Niccolò Machiavelli's Magnificent Dream of Changing the Course of Florentine History (online notes for Chapter 6)》. Free Press via Dartmouth College (dartmouth.edu). ISBN 0-684-84452-4. 2009년 2월 3일에 원본 문서에서 보존된 문서.
- Müntz, Eugène (1898). 《Leonardo Da Vinci, Artist, Thinker and Man of Science》 2. New York: Charles Scribner's Sons. 2007년 10월 14일에 확인함.
- Pallanti, Giuseppe (2006). 《Mona Lisa Revealed: The True Identity of Leonardo's Model》. Florence, Italy: Skira. ISBN 88-7624-659-2.
- Sassoon, Donald (2001b). 《Mona Lisa: The History of the World's Most Famous Painting》. HarperCollins. ISBN 978-0-00-710615-8.
- Vasari, Giorgio (1879) [1550, rev. ed. 1568].  Milanesi, Gaetano, 편집. 《Le vite de' più eccellenti pittori, scultori ed architettori》 IV. Firenze: G.C. Sansoni. 2007년 10월 5일에 확인함.

### 학술지
- Clark, Kenneth (March 1973). “Mona Lisa”. 《The Burlington Magazine》 115 (840): 144–151. ISSN 0007-6287. JSTOR 877242.
- Lorusso, Salvatore; Braida, Angela M.; Natali, Andrea (2019). “The different possibilities of evaluating a work of art: case study of the Mona Lisa”. 《Conservation Science in Cultural Heritage》 19: 307–326.
- Sassoon, Donald (2001a). “Mona Lisa: the Best-Known Girl in the Whole Wide World”. 《History Workshop Journal》 (Oxford University Press) 2001 (51): 1–18. doi:10.1093/hwj/2001.51.1. ISSN 1477-4569.
- Zöllner, Frank (1993). “Leonardo's Portrait of Mona Lisa del Giocondo”. 《Gazette des Beaux-Arts》 121 (S): 115–138. doi:10.11588/artdok.00004207. ISSN 0016-5530.